# Kvarnby
För andra betydelser, se Kvarnby (olika betydelser).
Kvarnby är ett villaområde och delområde i stadsdelen Husie i utkanten av Malmö.
Delområdet begränsas av Källbogatan i väster och Yttre ringvägen i öster, så att Husie by med Husie kyrka är inkluderat. I norr ligger en del av Kvarnby Golfklubbs marker, och alla byggnader, utanför det definierade stadsdelsområdet. Längst i öster ingår den ursprungliga byn Kvarnby. Där är Kvarnby folkhögskola belägen. I syd följs Elisedalsgatan öster om Jägersro.
Det mesta av delområdet Kvarnby saknar tätortsbebyggelse. Förr bedrevs brytning av krita vid Kvarnby. Det 1893 bildade AB Kritbruksbolaget i Malmö var verksamt in på 1990-talet. Och många handelsträdgårdar har funnits här.
Norr om byn fanns Lv 4 fram tills regementet flyttade till Ystad 1982. Husie IF och Kvarnby IK bedriver sin verksamhet på det gamla regementsområdet och fotbollsplanerna vid Amiralsgatan. Numera finns två förskolor på området, Treklövern vid Husie Kyrka och Mossebo vid Kaserngatan, samt äldreboendet Husiegård för personer med demens.